# Peko
Peko és un cràter sobre la superfície del planeta nan Ceres, situat amb el sistema de coordenades planetocèntriques a 40.5 ° de latitud nord i 332.3 ° de longitud est. Fa un diàmetre de 11 km. El nom va ser fet oficial per la UAI el 25 d'agost del 2017 i fa referència a Peko, déu de la fertilitat de la cultura dels seto.